# 천주교 새번역 성경
천주교 새번역 성경은 2005년에 한국천주교주교회의가 대한민국 천주교회를 위해 새로 번역, 출간한 천주교 성경이다. 한국 천주교 주교회의는 이 성경의 이름을 다른 수식어 없이 오직 성경이라고만 부르기로 결정했다. 천주교 내에서는 다른 번역본과 구분할 때는 새번역 성경이란 명칭을 사용한다. 기타 기독교에서는 천주교 성경으로 통용한다.

## 개요
한국 천주교 주교회의에서는 1988년 기존에 쓰이던 공동번역성서를 대신할 번역본을 만드는 작업을 시작해 2005년 번역을 마치고, 완역 성경을 출간했다.
천주교 전례력상으로 2006년 첫 날인 2005년 11월 27일부터 한국어로 거행되는 모든 전례에서 사용되고 있다.
이 성경은 200주년 성서와 마찬가지로 직역에 중점을 두었고, 기존에 중국어 성경으로부터 전래되어 쓰이던 구약과 신약 성경의 각 이름을 일부 수정(출애굽기-탈출기, 전도서-코헬렛, 로마인들에게 보낸 편지-로마신자들에게 보낸 서간 등)하였으며, 외래어 표기를 표기법에 맞춰 일부 수정하였고(루가-루카 등), 경사성의 공지에 따라 구약성경의 야훼를 하느님 또는 주님으로 수정하는 등 단어 표현에 많은 변화를 주었다.

## 번역의 과정 및 발행
1988년 주교회의 추계 정기총회에서 천주교 구약성서 번역 사업을 성서위원회에 추진하도록 하였으며, 이후 임승필 신부를 성서위원회 총무에 임명하였으며, 1992년 6월 "구약성서 새 번역 1 - 시편"을 시작으로 낱권 성서를 출간하였고, 1999년 12월 "구약성서 새 번역 18 - 마카베오 상하"를 끝으로 구약성서의 새 번역을 마쳤다.
이어 2000년 10월 신약성서 번역 위원을 위촉하여 2001년 7월 "신약성서 새 번역 1 - 마태오 복음서"를 시작으로 2002년 12월 "신약성서 새 번역 10 - 요한묵시록"을 출간함으로써 신약성서의 새 번역을 마쳤다.
2003년 3월 임승필 신부의 선종으로, 2003년 5월 공석인 주교회의 성서위원회 성서번역 담당 총무에 이기락 신부가 임명되었고, 2003년 6월 ‘새 번역 성서 합본위원회’가 구성되었다. 이어 그해 7월에는 ‘새 번역 성서 합본 실무반’을 구성하여 "신구약 성서 새 번역" 윤문과 용어통일 작업을 하였다.
2005년 주교회의 춘계 정기총회에서는 새 번역 성서에 ｢성경｣이라는 제목을 붙여 공용 전례 성서로 사용하기로 결정하되 3개월의 기간을 두고 우리말을 좀더 다듬도록 하였다. 이에 윤문위원회를 임시로 구성, 2005년 4월 7일부터 5월 24일까지 12차례의 모임을 갖고 신약 성경 전체와 시편을 검토하여 합본위원회에 수정 제안을 하였으며, 2005년 6월 27일부터 30일까지 합본위원회 위원들과 실무반이 같이 모여 최종 번역문을 확정하였다.
2005년 9월 20일 새 번역 "성경"을 발행하였다.

## 번역 대본
구약성경의 히브리말 부분은 슈투트가르트 히브리말 성경(BHS: Biblia Hebraica Stuttgartensia, 히브리말 본문을 출판하면서 판면 하단에 본문 비평의 각주를 덧붙인 성경)에 실려 있는 마소라 본문을 대본으로 삼았다.
구약성경의 그리스어 부분은 원칙적으로 괴팅겐 칠십인역 성경(Septuaginta: Vetus Testamentum graece auctoritate Societatis Goettingensis editum)을 대본으로 삼았다.
신약성경은 세계성서공회가 발행한 그리스말 신약성경(The Greek New Testament 4th edition, The United Bible Societies, 1993년)을 그 번역 대본으로 삼았다.

## 편집 원칙
한국 천주교 주교회의 성서위원회는 1988년 7월 12일과 1989년 2월 28일에 성서학자 회의를 열고, 임승필 신부를 번역 전담 총무로 선임하여 성경 번역진을 구성한 뒤, 1989년 7월 4일에 열린 번역위원회 회의에서 번역의 원칙과 절차를 정하였다. 그 세부 원칙은 번역 작업과 병행하여 마련했다.
1. 순서는 새 대중 라틴 말 성경(Nova Vulgata)을 따른다. 다만, 마카베오기 상하권은 공동번역 개정판처럼 역사서 맨끝, 곧 에스테르기 뒤에 두었다.
2. 반드시 필요한 최소한의 각주만을 붙인다.
3. 우리말은 국립국어연구원에서 펴낸 ｢표준국어대사전｣을 기준으로 삼는다.
4. 외국말 고유명사와 외래어 표기는 정부에서 발표(문교부 고시 제85-11호, 1986.1.7.)한 ‘외래어 표기법’을 따르되, 주교회의에서 확정한 용어와 공동 번역 등 현대 성경 번역에서 널리 쓰이는 관용을 폭넓게 존중하면서, 번역위원회에서 정한 원칙에 따라 음역하고 고딕체로 표기한다.
5. 히브리 말 “야훼”는 “주” 또는 “주님”, 때에 따라서는 “하느님”으로 옮기고, 굵은 고딕체로 표기한다. 다만, 하느님께서 직접 이름을 계시하시는 곳에서는(탈출 3,15; 6,2 등) “야훼”를 그대로 썼다.
6. 히브리 말 ‘기름붓다’에서 나온 특수 명사 “기름부음받은이”와 예수님을 가리키는 칭호 “사람의 아들”은 고딕체로 표기한다.
7. 히브리 말, 그리스 말 도량형은 원칙적으로 음역하여 옮긴다. 부록에 제시한 도량형의 환산은 기본적으로 로쿰 방식(Ökumenisches Verzeichnis der biblischen Eigennamen nach den Loccumer Richtlinien)을 따른다.
8. 한 문단에서 “너”와 “너희”가 섞여 나올 때에는, 되도록이면 “너희”로 통일하였다.
9. 신약성경의 각주에 기재한 구약성경의 구절들이 우리 성경 본문과 다른 경우는, 기본적으로 칠십인역 성경을 바탕으로 삼았다.

## 번역자
- 성서위원회 위원장: 강우일 주교, 이병호 주교, 장익 주교, 권혁주 주교
- 번역 전담자: 고 임승필 신부(총무), 정태현 신부
- 번역 위원: 김건태 신부, 김민수 신부, 김영남 신부, 김학무 신부, 민병섭 신부, 박광호 신부, 범선배 신부, 신교선 신부, 심용섭 신부, 안병철 신부, 이기락 신부, 이영헌 신부, 정영한 신부, 정학근 신부, 황봉철 신부.
- 우리말 위원: 강대인(한국천주교중앙협의회), 구자명(소설가), 민병숙(외화 번역가), 배봉한(한국천주교중앙협의회), 신애경(성서위원회), 유혜숙(성서위원회), 이광호(서울대학교 국문과 박사과정), 이승화(한글학회), 이안구(서울대학교 국문과 박사과정, 일본 교토대학교 박사과정), 이우식(성서와 함께), 이해인 수녀(시인, 올리베따노 성 베네딕도 수녀회), 정양완(한국정신문화연구원 교수), 최용환(한국천주교중앙협의회).
- 합본 위원: 이기락 신부(총무), 김영남 신부, 신교선 신부, 정학근 신부, 홍승모 신부. 합본 실무반: 강대인, 배봉한, 신애경, 심은영.
- 통독 위촉: 심재기(서울대학교 명예 교수, 전 국립국어연구원 원장), 이안구(서울대학교 국문과 박사과정, 일본 교토대학교 박사과정)
- 윤문 위원: 심재기 교수(서울대학교 명예 교수, 전 국립국어연구원 원장), 성찬경 교수(성균관대학교 명예 교수), 유만근 교수(성균관대학교 명예 교수), 구자명(소설가), 강대인. 신애경.
- 성경 새 번역을 논의한 1988년과 1989년의 성서학자 회의들에는 정양모 신부, 김병학 신부, 서인석 신부, 백민관 신부가 참석하였다.

## 채택
한국 천주교 주교회의는 2005년 춘계 정기총회(3월 7-10일)에서 ‘성경’이라는 제목을 붙여 천주교 공용 성경으로 채택하였으나 공용 성경으로 발행하기 전 3개월의 기간을 두고 우리말을 좀 더 다듬기로 하여, 성서위원회의 임시 기구로 윤문위원회를 구성하였다.
이 윤문위원회에 유만근 성균관대 명예교수가 신자가 아님에도 참가하였다. 윤문위원회는 4월 7일부터 5월 24일까지 열두 차례의 회의를 열고 신약 성경과 시편의 우리말 표현에 대한 수정 제안을 하였다. 이 제안을 합본위원회가 검토하여 최종 번역문을 확정하였다.

## 같이 보기
- 성경 번역
- 성경학
- 천주교 성경